# Carl von Than
Carl von Than o Károly Than (Óbecse, 20 de diciembre de 1834 – Budapest, 5 de julio de 1908) fue un químico húngaro que descubrió el sulfuro de carbonilo.

## Vida
Anton Károly Than nació en Óbecse, que por aquella época formaba parte del Imperio austríaco. A los catorce años abandonó su formación académica para unirse al ejército húngaro durante la Revolución húngara de 1848. A su regreso, Károly se encontró con que su madre había fallecido y su padre se había arruinado. Para poder costearse sus estudios, Than trabajó en varias farmacias. Tras finalizar la escuela en Szeged, Than comenzó los estudios de medicina en la Universidad de Viena, decantándose después por la química. Se doctoró en esta universidad bajo la dirección de Josef Redtenbacher en el año 1858. Después de trabajar durante algún tiempo como asistente de Redtenbacher, decidió completar su formación en el grupo de Robert Wilhelm Bunsen en la Universidad de Heidelberg y después en el grupo de Charles-Adolphe Wurtz en la Universidad de París. En 1859 volvió a trabajar con su antiguo supervisor doctoral, Redtenbacher, ejerciendo como profesor en la Universidad de Viena.
En 1860 y debido al cambio de la lengua de enseñanza de alemán a húngaro, la Universidad de Budapest necesitaba profesores capaces de impartir las clases en dicho idioma. Debido al traslado del profesor Theodor Wertheim a la Universidad de Graz, la Universidad de Budapest le ofreció a Than el puesto vacante. Than aceptó el puesto y fue profesor en dicha universidad hasta su jubilación en 1908. Than contrajo matrimonio en 1872 y tuvo cinco hijos. Fue el responsable de la publicación de la primera revista científica especializada en química de Hungría (‘’Magyar Chémiai Folyóirat’’) y fue presidente de la Sociedad Húngara de Ciencias Naturales desde 1872 hasta su muerte. Fue nombrado barón en 1908, falleciendo de manera repentina poco tiempo después.

## Descubrimiento del sulfuro de carbonilo
Than era consciente de la existencia de dos compuestos diferentes: el dióxido de carbono (CO2) y el disulfuro de carbono (CS2), y trató de sintetizar a partir de ellos el sulfuro de carbonilo (COS). En sus primeros experimentos, trató de hacer reaccionar el monóxido de carbono (CO) con azufre. La reacción originaba un producto que Than no era capaz de purificar. En un segundo enfoque de la síntesis de COS, Than llevó a cabo la hidrólisis del ácido tiociánico. La reacción entre el tiocianato potásico y el ácido sulfúrico generaba un gas que contenía varios subproductos (HCN, H2O y CS2), requiriendo de purificación.
KSCN + 2 H2SO4 + H2O → KHSO4 + NH4HSO4 + COS
Than logró determinar la mayor parte de las propiedades fisicoquímicas del sulfuro de carbonilo e intentó caracterizar su reactividad. Por estas investigaciones Than recibió el Premio Lieben en 1868.